# Gene Simmons Family Jewels

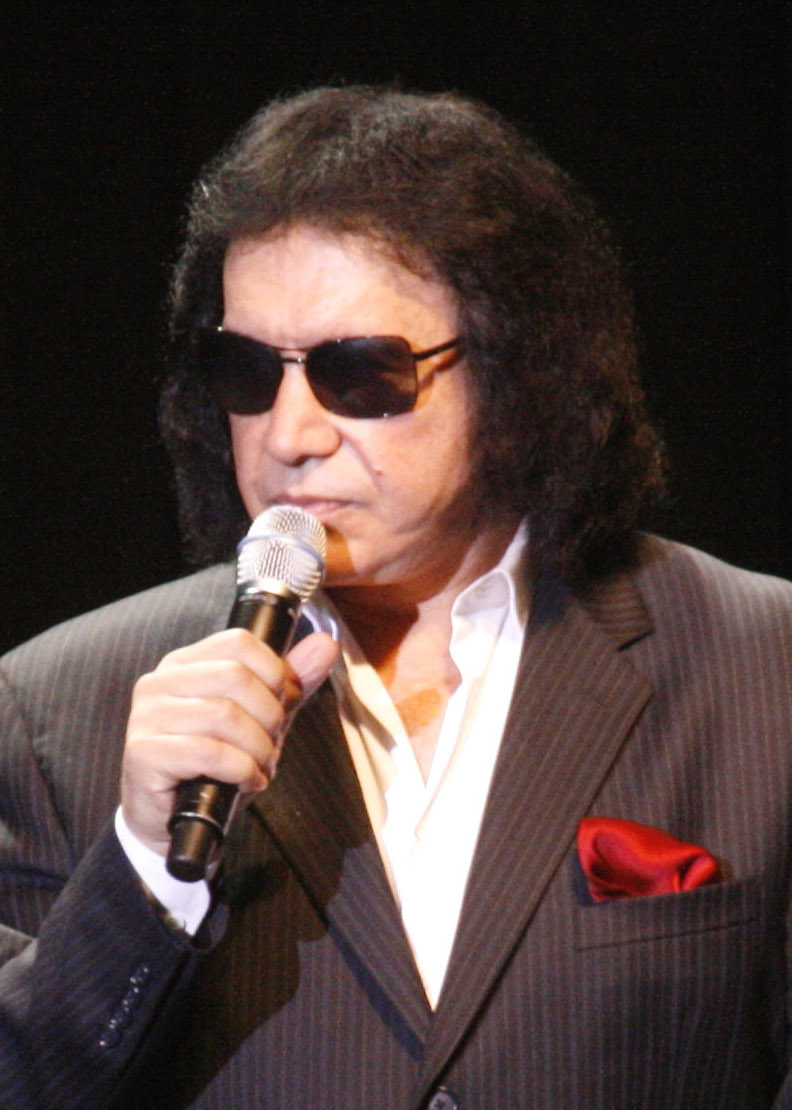
Fotografía de Gene Simmons en 2011.

Family Jewels fue una serie de telerrealidad estadounidense estrenada por el canal A&E el 7 de agosto de 2006, basada en la vida cotidiana del cantante y bajista de la agrupación Kiss, Gene Simmons, de su esposa Shannon Tweed y de sus dos hijos, Nick y Sophie.
Antes de su tercera temporada, la serie se convirtió en la segunda producción más exitosa de la cadena A&E, detrás de Dog, el cazarrecompensas. En agosto de 2012, A&E anunció que la séptima temporada sería la última. Simmons afirmó que no vendería la serie a otra cadena y que se concentraría en la nueva gira de Kiss y en otro tipo de negocios.

## Episodios

### Resumen
| Temporada | Temporada | Episodios | Fecha               | Fecha                 |
| Temporada | Temporada | Episodios | Estreno             | Finalización          |
| --------- | --------- | --------- | ------------------- | --------------------- |
|           | 1         | 13        | 7 de agosto de 2006 | 30 de octubre de 2006 |
|           | 2         | 23        | 25 de marzo de 2007 | 26 de agosto de 2007  |
|           | 3         | 33        | 11 de marzo de 2008 | 24 de agosto de 2008  |
|           | 4         | 20        | 7 de junio de 2009  | 16 de agosto de 2009  |
|           | 5         | 26        | 21 de marzo de 2010 | 2 de enero de 2011    |
|           | 6         | 26        | 14 de junio de 2011 | 18 de octubre de 2011 |
|           | 7         | 17        | 28 de mayo de 2012  | 14 de julio de 2012   |